# AnTrop
AnTrop (in russo АнТроп?) è un'etichetta discografica e centro di produzione musicale sovietica e russa. Il nome è composto dalle iniziali del fondatore e produttore Andrej Tropillo.
Nata nel 1979 come una sorta di laboratorio d'arte e studio di registrazione, si è occupata delle prime incisioni di alta qualità dei principali gruppi della scena rock sovietica come i Mašina vremeni, gli Akvarium, gli Zoopark, i Kino, Alisa e Nol'.

## Storia
Verso la fine degli anni ottanta, la AnTrop divenne un'etichetta ufficiale e Tropillo, sfruttando le imperfezioni della legislazione dell'epoca in materia di protezione del diritto d'autore, pubblicò i classici dei principali gruppi rock occidentali (The Beatles, Led Zeppelin e molti altri). I dischi stessi erano etichettati come registrazioni da trasmissioni radio, il che, secondo la legge dell'epoca, esentava l'uso commerciale dal diritto d'autore. Sui dischi dei Beatles, ad esempio, era generalmente indicato che la registrazione era stata "presa dalla collezione di Nikolaj Vasin", collezionista e ammiratore del gruppo britannico.
Riguardo alle modifiche apportate alle copertine (i titoli venivano scritti in cirillico o tradotti in russo, venivano aggiunte o cambiate le foto ecc.) Tropillo ha dichiarato:
Ad esempio, sulla copertina di Led Zeppelin IV (in russo Лед Зеппелин IV?) compariva Dmitrij Šagin dei Mit'ki, sulla copertina di Sgt. Pepper's Lonely Hearts Club Band (in russo Оркестр Клуба Одиноких Сердец Сержанта Пеппера?, Orkestr Kluba Odinokich Serdec Seržanta Peppera) dei Beatles comparivano i volti di Tropillo e di Kolja Vasin nelle ultime file, sulla copertina di Abbey Road compariva John Lennon a piedi nudi invece di Paul McCartney. A volte due album diversi venivano pubblicati insieme (Sgt. Pepper's Lonely Hearts Club Band con Revolver dei Beatles, Led Zeppelin II con Led Zeppelin III). Houses of the Holy, fu intitolato Led Zeppelin V (Doma Svjatych). Anche l'album Three Imaginary Boys del gruppo britannico The Cure subì importanti cambiamenti: il nome della band fu tradotto come "Čudak" (in russo Чудак?) e il titolo dell'album come Tri nereal'nych mal'čika (in russo Три нереальных мальчика?). Sulla copertina del quinto album dei Beatles, Help!, le teste dei membri della band furono cambiate, mentre il resto dei loro corpi rimase invariato.
Nel 1993-1994, Tropillo usò il nome Santa Records.
Nel 2011 è stato tentato di sfrattare il centro di produzione situato sul terreno dello Stabilimento di registrazione di Leningrado . A sostegno del centro di Andrej Tropillo, il Centro Kurëchin per l'arte contemporanea di San Pietroburgo ha ospitato l'evento "AnTrop Help!", al quale hanno preso parte Boris Grebenščikov, Andrej Makarevič, Oleg Garkuša, Padla Bear Outfit e altri musicisti.

## Discografia

### Album pubblicati da Melodija
Tra il 1987 e il 1988, Andrej Tropillo pubblicò diversi magnitizdaty su dischi in vinile per l'etichetta statale Melodija, registrati da lui stesso nello studio alla Casa dei pionieri di Leningrado, nonché diversi EP che contenevano o meno materiale tratto da questi album.
Sulle copertine dei dischi c'era scritto: "Ingegnere del suono A. Tropillo, registrato presso lo studio del Leningradskij rok-klub", e sul lato anteriore della maggior parte delle copertine, accanto al logo Melodija, appariva il logo AnTrop: apparentemente, questa è stata la prima apparizione dell'etichetta AnTrop su dischi in vinile.
Questi furono alcuni dei primi album rock di Leningrado ad essere pubblicati in vinile, diventando così disponibili a un pubblico molto più vasto rispetto al passato, quando venivano distribuiti quasi esclusivamente tramite copie di nastri.

#### Album
| Codice        | Gruppo        | Titolo        | Pubblicazione | Registrazione | Note                                                                                    |
| ------------- | ------------- | ------------- | ------------- | ------------- | --------------------------------------------------------------------------------------- |
| C90 26699 007 | Zoopark       | Belaja polosa | 1988          | 1984          | Sono assenti le canzoni Bednost' e Vperëd, Boddisatva!.                                 |
| С90 26701 007 | Akvarium      | Radio Afrika  | 1988          | 1983          | Versione di durata minore. Vana Choja è menzionata sulla copertina, ma manca nel disco. |
| С90 26733 000 | Alisa         | Ėnergija      | 1988          | 1985, 1986    |                                                                                         |
| С90 26795 003 | Kino          | Noč'          | 1988          | 1985, 1986    |                                                                                         |
| С90 26849 006 | Televizor     | Šestvie ryb   | 1988          | 1985          |                                                                                         |
| С90 26851 004 | Strannye igry | Smotri v oba  | 1988          | 1985, 1986    |                                                                                         |

Le registrazioni dallo studio di Tropillo furono pubblicate anche su altri album della Melodija, ad esempio, sulla raccolta Leningradskij rok-klub e sul cosiddetto Belyj Al'bom degli Akvarium, contente canzoni da Den' Serebra e Deti Dekabrja.

#### EP
| Codice        | Gruppo   | Titolo                          | Pubblicazione | Registrazione | Note                                                                                            |
| ------------- | -------- | ------------------------------- | ------------- | ------------- | ----------------------------------------------------------------------------------------------- |
| С62 25725 004 | Alisa    | Gruppa «Alisa»                  | 1987          | 1986          | Senza l'etichetta AnTrop sulla copertina. Tre canzoni dall'album Ėnergija.                      |
| C62 26189 003 | Kino     | Iz al'boma «Načal'nik Kamčatki» | 1987          | 1984          | Senza l'etichetta AnTrop sulla copertina. Sul retro è presente una nota di Aleksandr Žitinskij. |
| С62 26475 004 | Akvarium | Žažda                           | 1987          | 1984—1986     | Canzoni da Den' Serebra e Deti Dekabrja.                                                        |
| С62 26515 001 | Alisa    | Iz al'boma «Ėnergija»           | 1988          | 1986          |                                                                                                 |
| С62 26713 008 | Zoopark  | Iz al'boma «Belaja polosa» I    | 1988          | 1984          | Без лейбла «АнТроп» на обложке.                                                                 |
| С62 26715 002 | Zoopark  | Iz al'boma «Belaja polosa» II   | 1988          | 1984          |                                                                                                 |
| С62 26717 007 | Akvarium | Iz al'boma „Radio Afrika“ I     | 1988          | 1983          | Без лейбла «АнТроп» на обложке.                                                                 |
| С62 26719 001 | Akvarium | Iz al'boma „Radio Afrika“ II    | 1988          | 1983          | Без лейбла «АнТроп» на обложке.                                                                 |
| С62 26793 009 | Kino     | Iz al'boma «Noč'»               | 1988          | 1986          |                                                                                                 |

### Dischi AnTrop e Santa Records
Nel 1991, Tropillo iniziò a pubblicare dischi in maniera indipendente con la sua etichetta AnTrop, la maggior parte dei quali consisteva in riedizioni senza licenza di classici del rock britannico e, in misura minore, statunitense degli anni sessanta e settanta. Per la prima volta, in Russia era diventato possibile acquistare album rock classici in vinile semplicemente andando in un negozio e acquistandoli a prezzi ragionevoli, senza ricorrere al mercato nero.
Il nome completo dell'etichetta era "Centro di produzione rock-n-roll della parrocchia della Chiesa evangelica luterana unita di Russia", come menzionato sul retro delle copertine. Molto probabilmente il nome è legato al fatto che lo studio di registrazione di Leningrado si trova nell'edificio della chiesa luterana sull'isola Vasil'evskij. L'AnTrop ha sfruttato le capacità tecniche delle imprese che facevano parte del gruppo Melodija, poiché nel Paese non esistevano altre imprese impegnate nel ciclo di produzione dei dischi. Nella maggior parte dei documenti, sull'anello interno, accanto alla "mela" (jabloko), è possibile leggere il numero di catalogo VSG, un codice nel formato simile a C90 XXXXX XX. Sulle “mele” stesse, il codice VSG era originariamente scritto sulla destra, mentre il numero di catalogo “Antrop” era scritto sulla sinistra. A volte si può vedere la scritta "Riga", a indicare la stampa del disco nella capitale lettone.